# اچ‌ام‌اس سورن (۱۷۴۷)
اچ‌ام‌اس سورن (۱۷۴۷) (به انگلیسی: HMS Severn (1747)) یک کشتی بود که طول آن ۱۵۰ فوت (۴۵٫۷ متر) بود. این کشتی در سال ۱۷۴۷ ساخته شد.